# 久住くん、空気読めてますか?
『久住くん、空気読めてますか?』（くずみくん、くうきよめてますか）はもすこによる日本の漫画作品。『月刊ガンガンJOKER』（スクウェア・エニックス）にて2015年9月号から2019年7月号まで連載された。
学校中の男子が憧れる女子高生が、同じクラスの地味で目立たない男子に惹かれていく様子を中心に、彼女らの学校生活を描いたラブコメディ作品。本作の連載前に『曽我が気になるっ!』（そががきになるっ）と、本作と同名の読み切り漫画が同誌に掲載され、共にコミックス（前者は2巻、後者はepisode0.1・0.5・0.9として1巻）に収録された。

## あらすじ
佐倉えりかは、学校一モテモテの女子高生である。そんな彼女は最近、同じクラスの地味で冴えない男子高校生・久住のことが気になって仕方がない。学校生活を送る中で、えりかは気づけばいつも久住のことを考えるようになり、そのたびに空気を読めない行動をとる久住に振り回される。えりかはそんな彼のことがムカつく存在でありながらも、どんどん気になる存在になっていく。
登場人物の苗字は千葉県の地名から取っている。

## 登場人物
佐倉 えりか（さくら えりか）
自他共に認める学校一のモテモテ女子。学校では友人のゆっこ・ジュリと共に行動している。
高校1年生の時点で久住・ゆっこ・ジュリ・榛名とクラスメイトであり、二年の進級時には前述の四人に加え、三咲・若菜とも同じクラスになった。
クラスメイトの久住のことが気になっていて、常に彼のことについて考えていたり目で追っていたりしている。時には妄想が行き過ぎ、ゆっこに止められたり自らツッコミを入れたりする。ゆっこに彼への好意を指摘されているが、自身はこれを恋だと認めずにいて、素直になれずにいることをゆっこにイジられている。久住と関わると、照れ隠しから焦ってしまい空回った行動をとってしまうことが多い。
久住の行動を観察しているため、榛名の本来の性格を知っている。ひょんなことから榛名に久住への好意を知られて以降は、彼とも気兼ねなく話せるまでの関係となる。
久住（くずみ）
低身長で地味で冴えない男子。教室の端が定位置。成績は学年のトップ。基本的に無口で、一人でいる際はヘッドホンで音楽を聞いていることが多い。
マイペースな性格で、無表情な時が多く口数の少なさから何を考えているか分からないため、空気を読めないとも言える行動をとり、周囲の人間（主にえりか）を困惑させている。
クラスメイトの榛名とは中学からの仲であり、学校だけでなくプライベートでも彼と行動を共にすることが多い。
鳥が好きで、学校で鳥を見つけると周囲の目を気にせずに眺めたり、夏休みに野鳥観察に出かける程である。
千葉 榛名（ちば はるな）
高身長でガタイのいい体格と厳つい見た目から周りからヤンキーと恐れられている男子。苗字で呼ばれることはほとんどなく、大抵の人物から名前で呼ばれている。実際は他人を気遣える穏やかな性格をしているが、見た目から周囲には誤解されている。えりかの助言で愛想よく振る舞おうと試みるも、逆に怖がられ結果的に失敗している。尚、本人はそのことに気づかなかった。
周囲の視線に気づいている節もあるが、中学時代の久住との出会いをきっかけにそれが気にならないようになり、それ以降久住と仲良くなった。久住のことを悪く言われることを、感情的になってしまう程嫌う。
ゆっこ / 市川 祐子（いちかわ ゆうこ）
常にクールな女子。えりかに関する尾ひれの付いた噂に惑わされず本人の話を聞こうとするなど、冷静で客観的に判断して行動する性格。
えりかとは中学からの仲で、そのころから彼女をよくイジっている。高校に入ってからはえりかが久住に恋をしたことを敏感に察知し、そのことでイジりつつ暴走気味の彼女を抑えることが増えた。榛名の性格も知っていて、周囲に恐れられる榛名にも自ら話しかけている。
ジュリ / 横田 樹里（よこた じゅり）
いつも陽気なギャル系女子。見た目通り遊ぶことが大好きで、夏休みは毎日のように海に行き、日焼けした姿で二学期を迎えた。
勉強は苦手で、話が脱線したり人の話を聞かず勘違いを引き起こすこともある。その一方、バレンタインのチョコをクラス全員に配るなど面倒見の良い面を見せることもある。
三咲 透（みさき とおる）
イケメンで学校一のモテ男。男女問わず交友関係が広い。
高嶺の花と呼ばれるえりかに興味を持ち、片思いするようになる。えりかが久住に思いを寄せていることを知り、久住と接触してからは彼に敵対心を抱くようになる。えりかに思いを寄せているものの、（主に久住が障害となって）えりかとまともな会話が出来ていない。
成田 若菜（なりた わかな）
性格が良すぎる天使のような女子。周囲からは「若ちゃん」と呼ばれている。図書室に毎日通う内に図書委員と勘違いされ、本の整理などを頼まれる。本人はその業務を好きでやっていて、信頼されていることに喜びを感じている。
中学時代に陰口を言われていたところを久住に助けられたのを機に、久住が「憧れの人」となる。
高嶺の花であるえりかにも憧れを抱いていて、図書室で彼女と出会い話をした際に彼女が久住に好意を寄せていることを知ってからは、自身の思いを秘めつつ彼女を応援するようになる。

## 書誌情報
- もすこ 『久住くん、空気読めてますか?』 スクウェア・エニックス〈ガンガンコミックスJOKER〉、全8巻
  1. 2015年11月21日発行、ISBN 978-4-7575-4807-7
  2. 2016年2月22日発行、ISBN 978-4-7575-4891-6
  3. 2016年6月22日発行、ISBN 978-4-7575-5017-9
  4. 2017年1月21日発行、ISBN 978-4-7575-5223-4
  5. 2017年7月22日発行、ISBN 978-4-7575-5413-9
  6. 2018年2月22日発行、ISBN 978-4-7575-5630-0
  7. 2018年11月22日発行、ISBN 978-4-7575-5916-5
  8. 2019年9月21日発行、ISBN 978-4-7575-6309-4